# Petar Leventić
Petar Leventić (Široki Brijeg, 16. listopada 1978.) je hrvatski kazališni, televizijski i filmski glumac.

## Životopis
Rođen je 16. listopada 1978. u Širokom Brijegu u Bosni i Hercegovini, gdje završava osnovnu školu i opću gimnaziju. Akademiju dramske umjetnosti u Zagrebu, smjer Gluma, upisuje 1997. godine. Diplomira 2002. godine, te stječe zvanje akademskog glumca
U stalni angažman u Zagrebačko kazalište mladih ulazi 2004. godine.
Kao glumac, sudjeluje u preko šezdeset kazališnih produkcija.
Ostvaruje uloge u komadima širokog spektra, od klasičnih do suvremenih. Dio je i mnogih autorskih projekata, a nastupa i u mjuziklima te plesnim produkcijama. Surađuje s nekim od najeminentnijih hrvatskih i europskih kazališnih redatelja kao što su Árpád Schilling, Oliver Frljić, Rene Medvešek, Janusz Kica, Ivica Boban, Joško Juvančić, Krešimir Dolenčić te mnogi drugi. Nastupa u većini europskih metropola i šire, te gostuje na nekim od najpoznatijih kazališnih festivala, kao što su MESS u Sarajevu, Shakespeare Festival u Gdanjsku, International and Original Play Festival - Cameri Theatre u Tel Avivu, INFANT u Novom Sadu, Mittelfest u Cividaleu, Dramski festival u Ljubljani, Augenblick mal! u Berlinu...
Osim u kazalištu, ostvaruje uloge u nekoliko filmova i serija.
Dugo godina surađuje sa Hrvatskom radiotelevizijom, gdje snima preko pedeset radio drama i obrazovnih emisija.
Sinkronizira desetke crtanih filmova i serija.
Nastupa u nekoliko reklamnih kampanja., te vodi evente različitih formata.

## Filmografija

### Televizijske uloge
- "Crno-bijeli svijet" (2015.)
- "Zakon!" (2009.)
- "Naša mala klinika" (2006.)

### Filmske uloge
- "Libertango" (2009.)
- "Oidar" (2008.)
- "Konjanik"  (2003.)
- "Holding" (2001.)
- "Nebo, sateliti" (2000.)[1]

## Vanjske poveznice
- Petar Leventić u internetskoj bazi filmova IMDb-u (engl.)
- Stranica na ZKM.hr  Arhivirana inačica izvorne stranice od 26. kolovoza 2011. (Wayback Machine)
- Službena stranica  Arhivirana inačica izvorne stranice od 7. veljače 2011. (Wayback Machine)